# Alidopsis latefasciatus
Alidopsis latefasciatus – gatunek chrząszcza z rodziny kózkowatych i podrodziny zgrzypikowych. Jedyny przedstawiciel rodzaju Alidopsis.

## Zasięg występowania
Gatunek ten występuje w Indonezji na wyspie Celebes.